# Rabius

Photo aérienne (1957)

Rabius est le plus peuplé des villages de la commune de Sumvitg, dans le canton des Grisons, en Suisse. 
Le village compte environ 480 habitants, soit près de la moitié des habitants de la commune.
Les autres villages de la commune sont Sumvitg, Surrein et Cumpadials.
Le romanche sursilvan est la langue principale parlée à Rabius, c'est d'ailleurs la langue de l'école primaire. On compte aussi une minorité germanophone.